# Two International Place
Le 2 International Place est un gratte-ciel de 164 mètres de hauteur construit à Boston aux États-Unis en 1992 dans un style post-moderne.
Il fait partie du complexe International Place.
L'immeuble a été conçu par l'agence de l'architecte Philip Johnson (Johnson/Burgee)